# PJ 더보이
PJ 더보이(PJ DeBoy, 1971년 6월 7일 ~ )는 미국의 배우이다.